# Zofia Zaleska (posłanka)
Zofia Zaleska z domu Borakowska (ur. 26 października 1895 w  Strzałkach,  zm. 21 marca 1974 w Londynie) – polska działaczka społeczna, dziennikarka, posłanka na Sejm III kadencji w II RP z listy Stronnictwa Narodowego, członek Rady Narodowej Rzeczypospolitej Polskiej 1939-1945, w latach 1954–1957 przedstawiciel Rządu RP na uchodźstwie  w Irlandii.

## Życiorys
W 1910 ukończyła gimnazjum w Warszawie. Po odzyskaniu niepodległości zdała kilka specjalistycznych kursów wyższych i wreszcie w 1925 ukończyła Wydział Dyplomatyczny Szkoły Nauk Politycznych. Podczas I wojny światowej pracowała w Polskim Komitecie Sanitarnym i Obywatelskim Komitecie Opieki nad Ludnością m. st. Warszawy. 
W 1919 została członkiem Rady Naczelnej Narodowej Organizacji Kobiet. Pracowała społecznie w związanych z ruchem narodowym i katolickim organizacjach oświatowych i kobiecych, w tym w Radzie Narodowej Polek, Zjednoczeniu Zrzeszeń Nauczycielskich, Związku „Sokolic”, Lidze Kobiet Słowiańskich, Radzie Gospodarczego Wykształcenia Kobiet i Lidze Katolickiej Stowarzyszeń Kobiecych. Była członkiem komitetu prasowego Porozumienia Organizacji Współdziałających w Zwalczaniu Komunizmu.
Równolegle pracowała zawodowo w redakcjach kilku czasopism, m.in. w Kurierze Warszawskim, Kurierze Poznańskim, Głosie Rodziców, Gazetce dla Kobiet i w Biuletynie Narodowej Organizacji Kobiet. 13 grudnia 1933  weszła do Sejmu III kadencji, zajmując miejsce zmarłego Franciszka Maryańskiego. Po wygaśnięciu mandatu powróciła do pracy zawodowej i społecznej. 
Po agresji III Rzeszy na Polskę zgłosiła się ochotniczo do służby pomocniczej przy Wojsku Polskim. Pod koniec pierwszego tygodnia wojny opuściła Warszawę, wyjeżdżając na wschód. W następstwie agresji ZSRR na Polskę została zatrzymana przez władze sowieckie, ale udało jej się dwukrotnie uciec z więzienia. Przedostała się do Francji. Od 21 grudnia 1939 do 21 marca 1945 zasiadała w I i II Radzie Narodowej RP w Paryżu i Londynie. Po zakończeniu II wojny światowej pozostała na uchodźstwie. W latach 1954–1957 była przedstawicielem Rządu RP na uchodźstwie w Irlandii. Opublikowała kilka szkiców wspomnieniowych w czasopismach i kilka broszur, na tematy narodowe i religijne. 
Zmarła 21 marca 1974 roku. Została pochowana na South Ealing Cemetery (26 QHH). 

## Przypisy

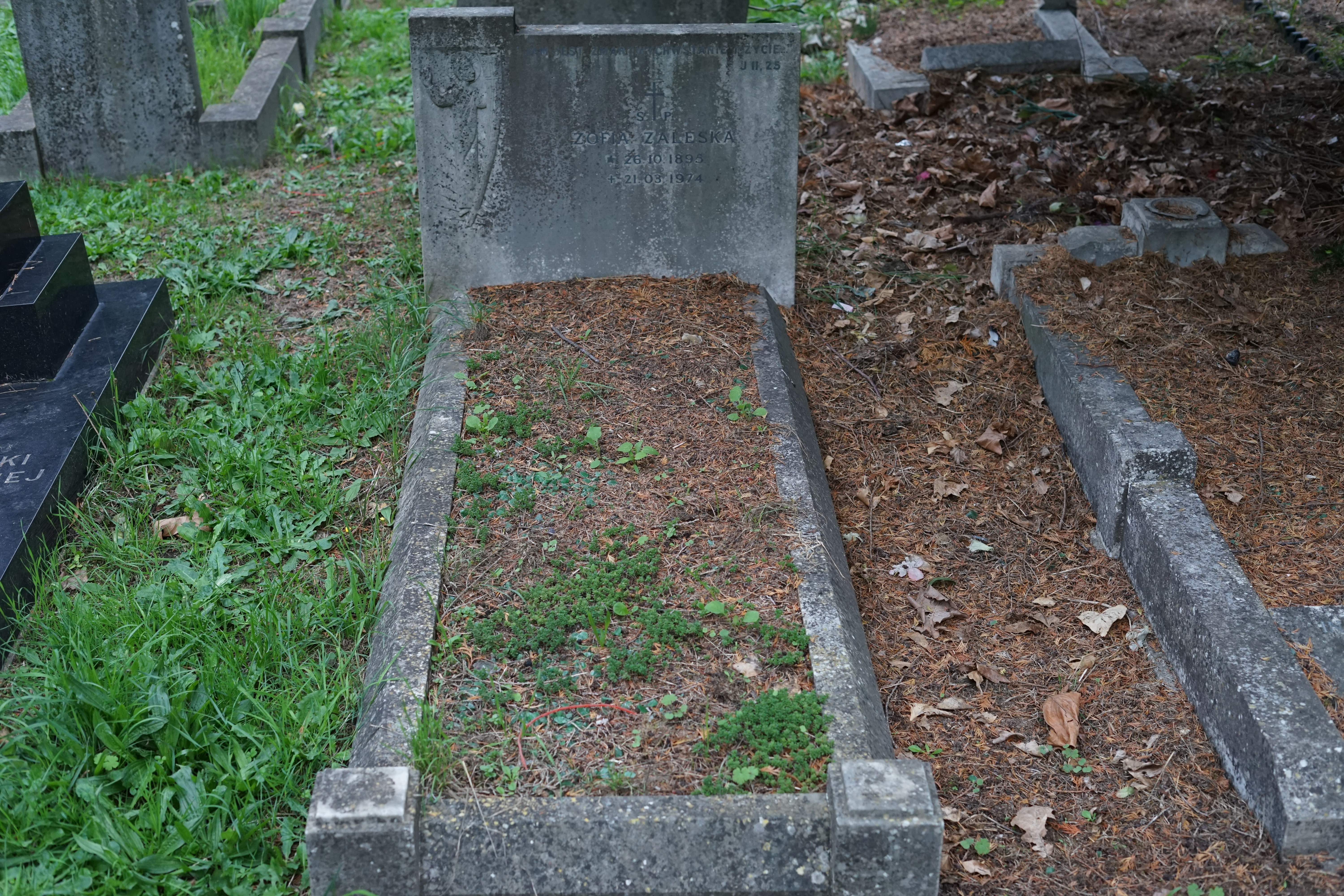
Grób Zofii Zaleskiej